# 煙霧

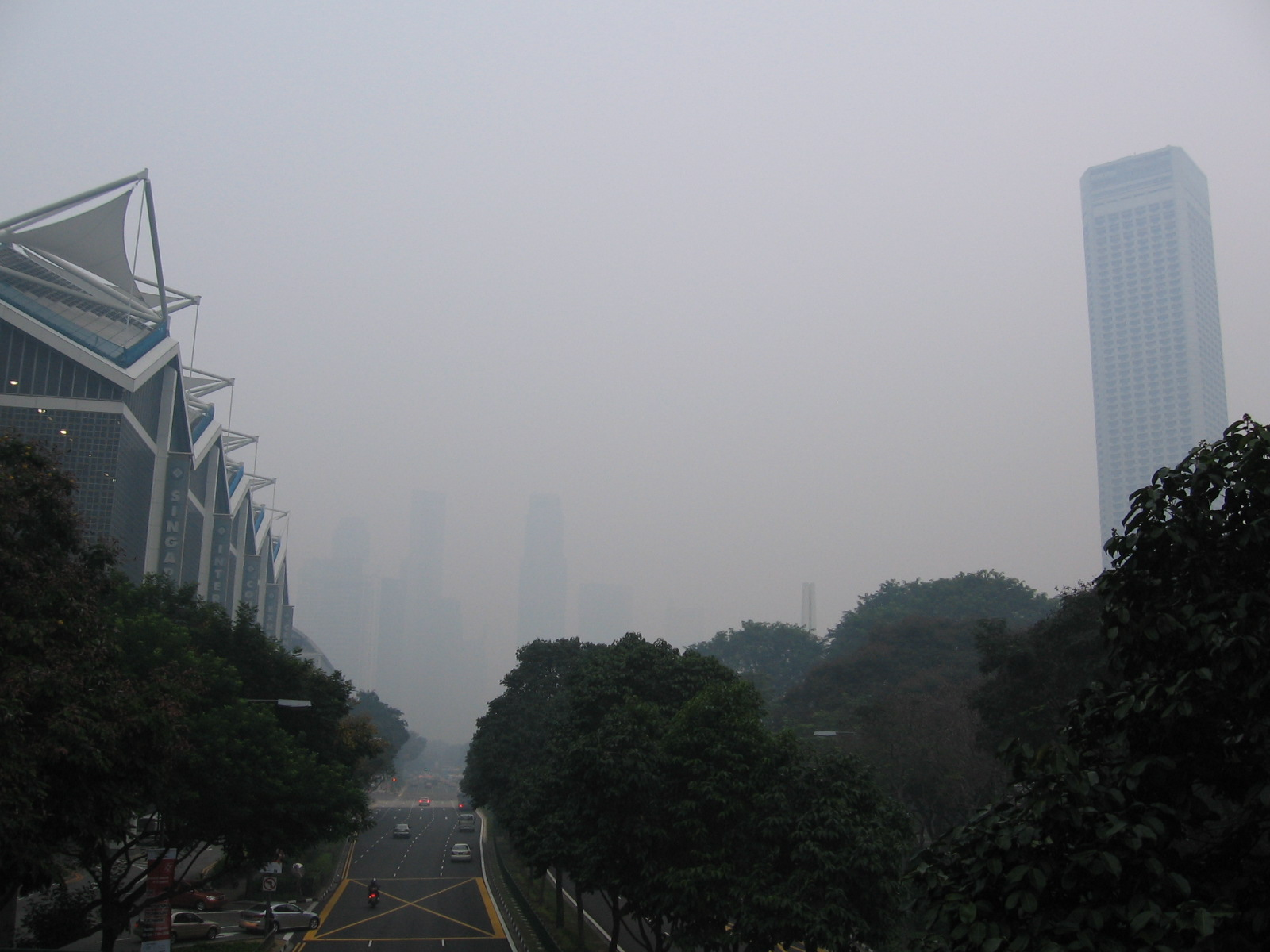
濃いヘイズ (気象)により、遠くのビルがうっすらとしか見えない。シンガポール

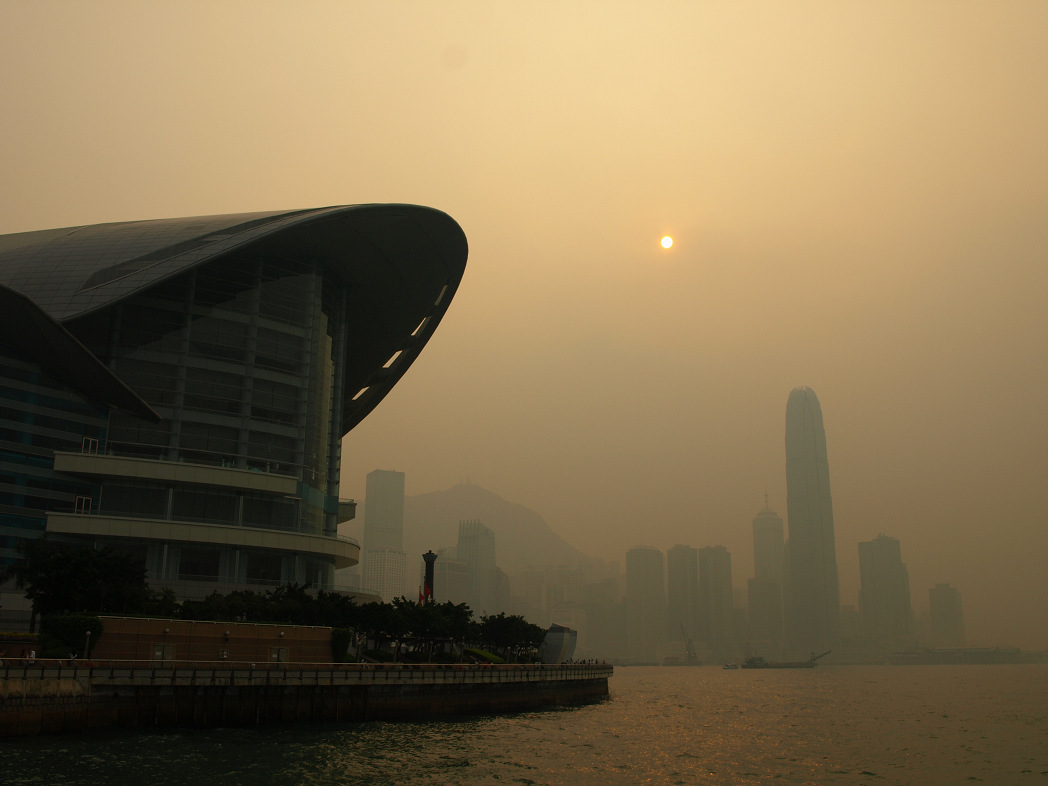
日が傾き、煙霧が黄を帯びた乳白色を呈する。香港

煙霧の天気記号（日本式）

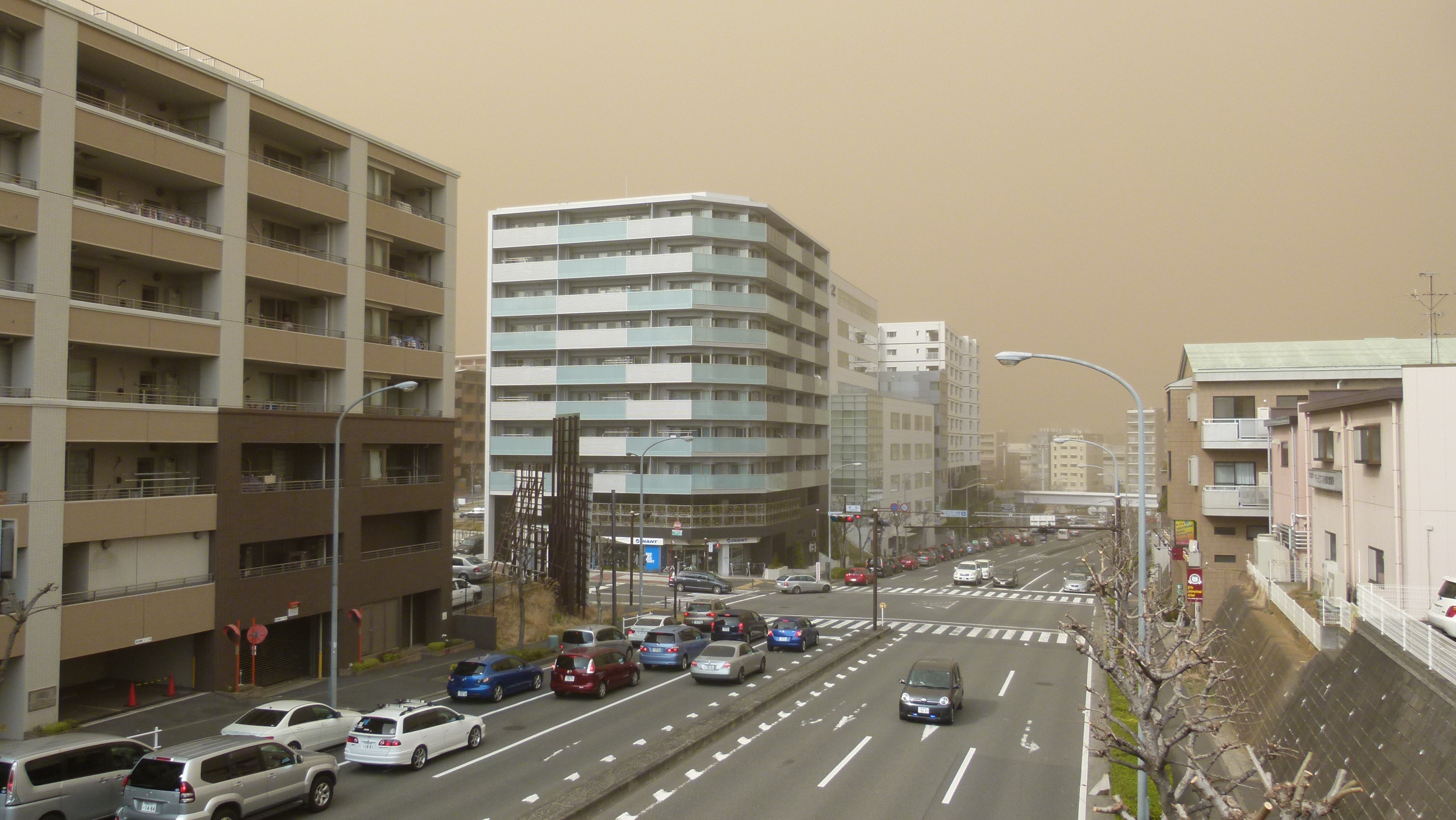
主に北関東で舞い上がった土ぼこりの飛来と見られる煙霧、2013年3月10日、横浜市

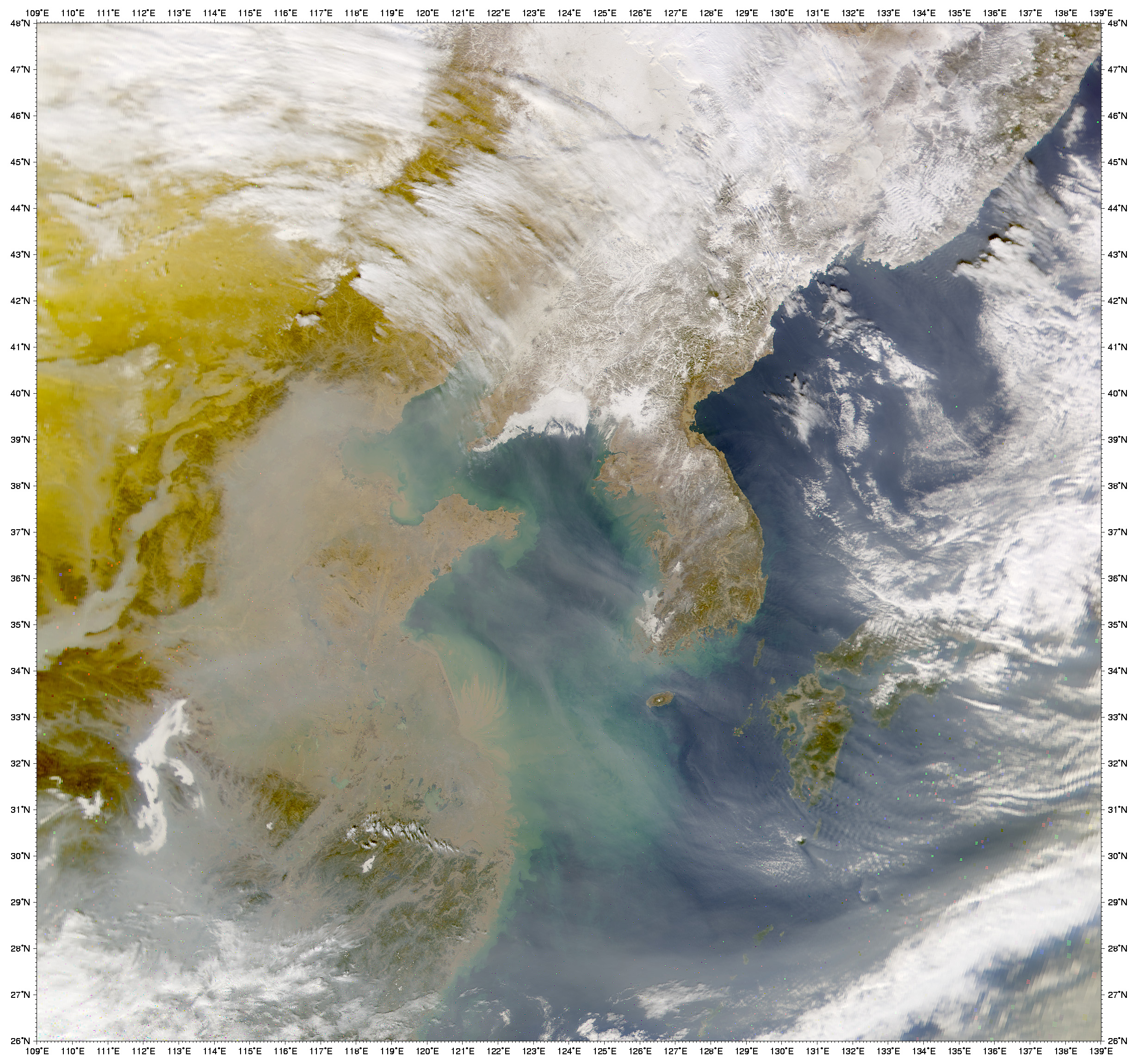
東アジアの広範囲を覆う煙霧。2002年1月11日の衛星画像、NASA

煙霧（えんむ、英: haze）とは、目に見えない乾いた微粒子が大気中に浮遊していて、視程が妨げられている現象。気象観測上は、視程が10km未満になっているとき。また煙霧のとき、湿度は75%未満の場合が多い。発生源は、地面から舞い上がったちりや砂ぼこり、火事による煙、工場や自動車からのばい煙などさまざま。なお、大気汚染が原因であることが明らかな煙霧は「スモッグ」とも呼ばれる。
微粒子が太陽光を散乱するため、多くの場合は景色が乳白色に濁って見える。背景が明るいか、遠くに明るい色の物体があるときには、背景や物体は黄味を帯びた色、あるいは赤味を帯びた色になる。反対に暗いときには、青味がかった色になる。また、粒子自身に色が付いている時にはその色が反映される。これに対して、湿った微粒子で生じる靄（もや）は灰色を呈することから、両者は区別されている。

## 定義
工場排気、自動車排気、あるいは山火事などから出た燃焼物由来のすすや煙（ばい煙）、物の破砕や産業活動で生じる粉じん、風によって巻き上げられたちりや砂ぼこりといった、乾いた微粒子が浮遊している状態である。気象観測においては、視程10km未満の場合である。ただし、以下に挙げるように発生源が明らかな場合は除外されるため、発生源がはっきりしない場合に「煙霧」とされることが多い。
1. 風じん（風によって、ちりや砂ぼこりが地面から巻き上げられる現象）および砂じんあらし[3]
2. ちり煙霧（風で巻き上げられた（風じんによって発生した）ちりや砂ぼこりが、風が止んでからも、あるいは離れた場所に移動してからも浮遊している現象）[3]
3. 黄砂（中国・モンゴル等の乾燥地帯由来のちり煙霧）[3]（日本のみ、国際気象通報式では定義されていない）
4. 発生源が明らかな煙[3]
5. 降灰（火山灰の降下）[3]

気象庁以下の日本の気象官署が記録する「大気現象」のほか、国際気象通報式SYNOPの「天気」においては上記の定義を用いる。ただし、例えば人為的大気汚染による煙霧と風じんが同時に見られるなど複数の現象が発生している場合は、報告の優先順位の関係などから、別の現象として記録されることがある。
また、国内気象通報の「天気」（日本式天気図の天気記号）の記録においては、視程が2km未満の濃い煙霧に限り「煙霧」とする。さらに、日本の気象官署が記録する15種区分の「天気」においては、視程が1km未満の非常に濃い煙霧に限り「煙霧」とする。
煙霧は気象学以外においては定義が明確ではなく、靄や霞（かすみ）と呼ぶ場合がある。文学上の表現としてはこちらのほうが多用される。また、航空や惑星科学の分野においては、慣習的に煙霧・スモッグ・靄・霧などをすべてひっくるめて視程を悪化させるもの全般を煙霧の英称である「ヘイズ」（haze）と呼ぶ場合がある。

## 原因と影響
煙霧には、自然要因と人為的要因がある。
風じんやちり煙霧などの土壌粒子由来の煙霧が起きやすいのは、乾燥して強風が吹くときである。例えば、2013年3月10日、関東地方では折からの乾燥と強風により、主に北関東の農地などから砂ぼこりが巻き上げられて広範囲に拡散した。この日、前橋では朝から「煙霧」の後昼頃から「風じん」を伴う状況、熊谷では昼に「風じん」の後「ちり煙霧」、水戸では朝から断続的に「煙霧」、東京では昼過ぎに「煙霧」、横浜では昼過ぎに「ちり煙霧」、千葉・館山では朝から断続的に「煙霧」、銚子では昼前から「煙霧」で15:00前後には「砂じんあらし」を伴う状況となり、
各地で視程が2 - 3km程度まで低下した。
砂漠や乾燥地帯では激しい砂嵐による煙霧が発生しうる。中国・モンゴルの砂漠・乾燥地帯を起源とする黄砂は沿岸部や韓国・日本にも飛来しており、気象当局による観測や予報が行われている。上空高くに達したちりや砂の微粒子は、遠方まで運ばれることがある。黄砂のほか、西アフリカのハルマッタン、北アフリカや中東のシムーンやハムシン、地中海沿岸のシロッコ・ギブリ、ペルシャ湾岸のシャマール、オーストラリア南部のブリックフィールダーなどは、こうしたちりや砂を主成分とした煙霧を、発生地から数千km離れた地域にもたらすことで知られる。
森林や草原では砂塵が巻き上がりにくいが、乾期に山火事が発生したり、焼畑農業による煙が発生したりして煙霧が発生しうる。東南アジアでは、インドネシアでのアブラヤシの焼畑やマレーシアでの野焼きなどによるばい煙が煙霧となり、国境を越えて周囲に広がり国際問題となっている。
工業地帯や都市部では、人為的に排出される微粒子が煙霧を引き起こす。主な組成として、すす（黒色炭素）、硫酸塩、硝酸塩、アンモニウムなどが挙げられる。日本でも、第二次世界大戦前後の昭和前期には都市部で顕著な煙霧が発生していた。視程2km以下の「濃煙霧」の日数の統計を見ると、東京では1940年（昭和15年）頃に年間30日前後、1955年（昭和30年）頃には年間60日前後であった。さらに大阪では1940年頃に年間60日前後、1955年頃には年間120日前後と、1年の3分の1が煙霧という激しい大気汚染に見舞われていた時期があった。当時の煙霧の発生頻度は工業生産と相関性があり、工業生産が下火となった戦時中に大きく減少した後朝鮮特需の増産により急増したほか、日曜日には発生しにくいという特徴があった。また、汚染の主体が石炭の燃焼による煤煙であり、季節では冬季に集中し、逆転層が発達する朝に発生して昼に消失する経過を辿ることが多かった。
また工業地帯や都市部では、特に晴れて風の弱い夜間、逆転層が発達して排出された汚染された汚染物質が閉じ込められ、「煙霧層」と呼ばれる煙霧と清浄な層の境目が生じることがある。これはしばしば日中も残り、遠くの高い所から見ると青空との境目として目視できる。
光化学スモッグも煙霧を伴う。日本では1970年代に急増して社会問題となったが、2000年代に再び増加している。国内の観測点のNOxや非メタン炭化水素（NMHC）の濃度が長期的に減少傾向にあるのに対して、Ox濃度やNOx中に占めるNO2の比率が上昇傾向にある。また従来より関西や関東の都市部で夏を中心に濃度上昇がみられたが、国内の排出の影響を受けにくい日本海側や離島部でも、西風が卓越する春や秋を中心に濃度上昇が観測されている。その原因として主に中国沿岸部など東アジアからの越境輸送が挙げられ、例えば本州付近でのオゾン濃度の1 - 2割は日本を除く東アジア由来、また離島では東アジア由来が2 - 3割・ヨーロッパと北アメリカ由来がそれぞれ1割との推定があり、地球規模での汚染物質の輸送も関与している。

## 煙霧の形成

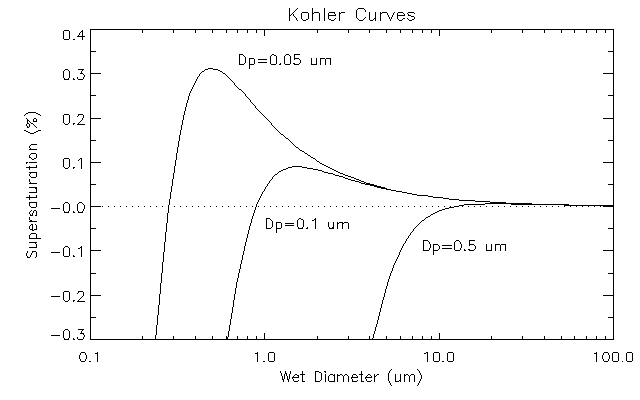
ケーラー曲線の例。直径0.05, 0.1, 0.5 μmの固体球形の塩化ナトリウム粒子が過飽和度の大小に対してどの位の大きさの液滴を形成するかを示す。湿度80 %で0.05 μmの粒子は約0.25 μmの液滴、0.1 μmは約0.7 μm、0.5 μmは約5 μmにそれぞれ膨潤する。

煙霧の微粒子は、ナノメートル(nm)からマイクロメートル(μm)の大きさを中心とする大気エアロゾル粒子である。
煙霧を構成する微粒子の大きさは主に0.1μmを下回るオーダーである。これは光の波長よりも小さく、レイリー散乱を引き起こすため、背景の明るさに応じて煙霧は赤みを帯びたり青みを帯びたりする。
微粒子が吸湿性の場合、湿度が100%以下の環境でも、粒子が水蒸気を吸収して微小な液滴を形成する（潮解）。特に、硫酸塩や硝酸塩などの化学物質の微粒子では、純水に比べて飽和水蒸気圧が小さいため、容易に液滴を形成する。液滴と相対湿度の関係はラウールの法則とケルビン方程式を組み合わせたケーラーの式で表され、元となる化学物質により固有の値をとる。そのグラフはケーラー曲線（参考:ケーラー理論）と呼ばれている。
ケーラー曲線において、大気中に見られる吸湿性粒子を核とする液滴の多くは、湿度の増大に伴って直径が増していく。これを"エアロゾル膨潤(Aerosol Swelling)"という。湿度が100%近くになると曲線はほぼ水平となり、水蒸気をどんどん吸収して直径が増し続ける状態（凝結核が活性化した状態）となり、以降この水滴は雲粒、つまり霧や雲と同じような振る舞いをする。湿度が70% - 80%程度を境にして、これより湿った環境では粒子径が増大してミー散乱の領域に入る。ミー散乱では光の波長に関係なく散乱が起こるので、着色が起こりにくく粒子は灰色を呈する。この状態がもやであり、濃くなると霧あるいはスモッグとなる。
このような吸湿性の微粒子による煙霧を"damp haze"（湿った煙霧）と言い、これに対して通常の乾いた微粒子による煙霧を"dry haze"（乾いた煙霧）として区別することがある。